# میلان دامیانوویچ
میلان دامیانوویچ (سیریلیک صربی: Милан Дамјановић؛ ۱۵ اکتبر ۱۹۴۳ – ۲۳ مهٔ ۲۰۰۶) بازیکن فوتبال اهل یوگسلاوی بود.
از باشگاه‌هایی که در آن بازی کرده‌است می‌توان به باشگاه فوتبال آنژه، باشگاه فوتبال لو مان، و باشگاه فوتبال پارتیزان اشاره کرد.
وی همچنین در تیم ملی فوتبال یوگسلاوی بازی کرده‌است.
وی در مسابقات کشوری و بین‌المللی در مجموع برندهٔ ۱ مدال نقره شده‌است.